# 乔治·桑德斯

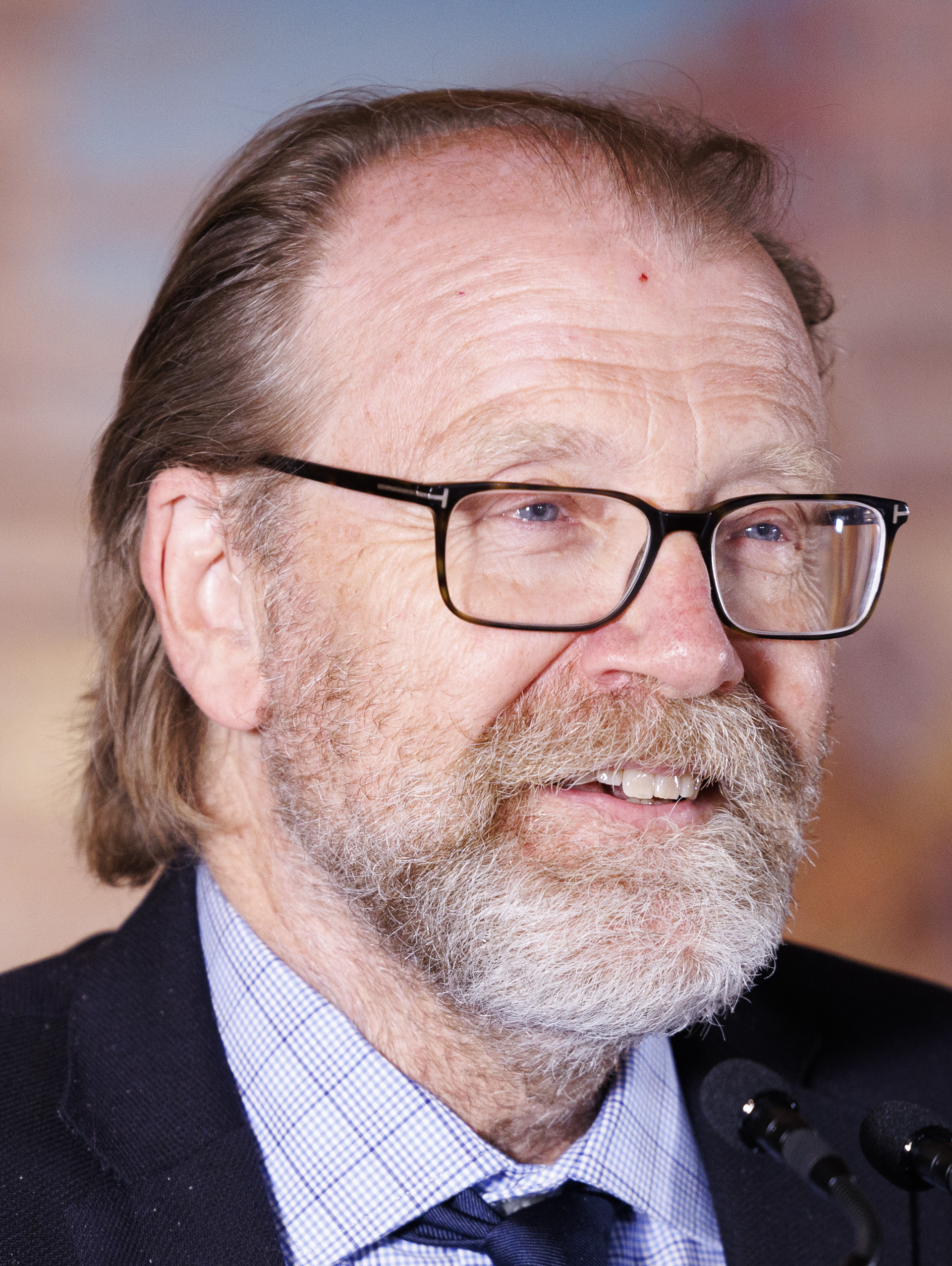
乔治·桑德斯，摄于2024年

乔治·桑德斯（英語：George Saunders，1958年12月2日—），美国小说家、散文家。

## 生平
桑德斯生于德克萨斯州阿马里略，1981年获科羅拉多礦業學院地球物理工程学位，大学时就已开始写作。1988年获雪城大學创作项目硕士学位。在度过了数年工程师生涯后，桑德斯加入雪城大學，教授艺术创作课程。2006年曾获麦克阿瑟奖、古根海姆奖金。

## 著作
主要作品有短篇小说集《内战之地在衰弱中》（CivilWarLand in Bad Decline，1996）、《天堂主题公园》（Pastoralia，2000)、《十二月十日》（Tenth of December，2013）等。2017年出版第一部长篇小说《林肯在中陰》（Lincoln in the Bardo），以林肯总统的轶事为材料，融合了魔幻与现实，因此获得了该年度布克奖。
- 十二月十日（Tenth of December，2015）時報出版
- 林肯在中陰（Lincoln in the Bardo，2019）時報出版